# Esporte Clube Siderúrgica
L'Esporte Clube Siderúrgica, noto anche semplicemente come Siderúrgica, è una società calcistica brasiliana con sede nella città di Sabará, nello stato del Minas Gerais.

## Storia
Il club è stato fondato il 31 maggio 1930. Il Siderúrgica ha vinto il Campionato Mineiro nel 1937 e nel 1964. Ha partecipato alla Taça Brasil nel 1965, dove ha terminato al settimo posto.
Nel 1967 la Belgo-Mineira Ironworks Company ha cessato di finanziare il club e il Siderúrgica ha dovuto chiudere il suo reparto professionistico di calcio ed è diventato di nuovo un club amatoriale.
Il club ha disputato competizioni professionistiche nel 1992, nel 1997, e nel 2007, nel Campeonato Mineiro Segunda Divisão in questi tre anni, senza successo, cercando di tornare a livelli più alti del campionato dello stato. Nel 2011, il Siderúrgica ha partecipato di nuovo alla Segunda Divisão.

## Palmarès

### Competizioni statali
- Campionato Mineiro: 2

1937, 1964

### Altri piazzamenti
- Campionato Mineiro:

Secondo posto: 1936, 1938, 1941, 1952, 1960